# Shōgo Hamada
Shōgo Hamada (浜田 省吾 Hamada Shōgo?,  nació 29 de diciembre de 1952) es un cantautor japonés y exmiembro del grupo Aído. Él es una parte de división SME de Sony Music Japan. Nació en Ciudad Takehara en Prefectura de Hiroshima, y se graduó de Kuremitsuta High School (donde fue un miembro del equipo de béisbol). Él asistió a la Universidad de Kanagawa, donde él estudió Derecho, pero abandonó la escuela antes de graduarse.

## Discografía

### Sencillo publicado de Aído
| # | Título sencillo | Fecha publicó | Formatos |
| - | --- | ------------- | -------- |
| 1 | "Verano de Pareja" (二人の夏 Futari no Natsu?) / "Signo de la lluvia" (雨模様 Ame Moyō?)                                   | 1975-05-01    | EP       |
| 2 | "Romántico de Línea Seibu Shinjuku" (恋の西武新宿線 Koi no Seibu Shinjuku-sen?) / "Tema Aido" (愛奴のテーマ Aido no Tēma?) | 1975-09-01    | EP       |

### Sencillo
| #  | Título sencillo | Fecha publicó | Formatos                          |
| -- | --- | ------------- | --------------------------------- |
| 1  | "Back Street Boy" (路地裏の少年 Roji Ura no Shōnen?) (versión EP) / "Face the Wall" (壁にむかって Kabe ni Mukatte?) (versión EP)                                                          | 1976-04-21    | EP                                |
| 2  | "Love Bargain" (愛のかけひき Ai no Kakehiki?) (versión sencillo) / "Winter on Campus" (キャンパスの冬 Kyanpasu no Fuyu?)                                                                  | 1976-10-21    | EP                                |
| 3  | "Love Train" (ラブ・トレイン Rabu Torein?) / "Until I See You" (君に会うまでは Kimi ni Au Made ni?)                                                                                       | 1977-04-21    | EP                                |
| 4  | "Cold and Windy Season" (木枯しの季節 Kogarashi no Kisetsu?) / "Solitary Highway" (独りぼっちのハイウェイ Hitori-botchi no Haiuei?)                                                       | 1977-11-21    | EP                                |
| 5  | "Filling with Tears" (涙あふれて Namida Afurete?) / "Me Back Then" (あの頃の僕 Ano Koro no Boku?)                                                                                         | 1978-08-21    | EP                                |
| 6  | "Let Love Sleep" (愛を眠らせて Ai o Nemurasete?) / "Crush" (片想い Kata Omoi?) | 1979-04-21    | EP                                |
| 7  | "Feel the Wind" (風を感じて Kaze o Kanjite?) / "Morning Silhouette" (朝のシルエット Asa no Shiruetto?)                                                                                    | 1979-08-21    | EP                                |
| 8  | "Kiss Goodbye" (さよならにくちづけ Sayonara ni Kuchidzuke?) / "Miss Lonely Heart" (ミス・ロンリー・ハート?)                                                                               | 1979-12-21    | EP                                |
| 9  | "Youth's Vision" (青春のヴィジョン Seishun no Vijon?) / "A Story of Broken Love" (とぎれた愛の物語 Togireta Ai no Monogatari?)                                                            | 1980-02-21    | EP                                |
| 10 | "Generation Without a Tomorrow" (明日なき世代 Ashita Naki Sedai?) (versión sencillo) / "Concert Tour" (演奏旅行 Ensō Ryokō?)                                                              | 1980-07-21    | EP                                |
| 11 | "Tokyo" (東京?) / "Like Gunpowder" (火薬のように Kayaku no Yō ni?) | 1980-10-21    | EP                                |
| 12 | "A Place in the Sun" (陽のあたる場所 Yō no Ataru Basho?) / "Bitch Seventeen" (あばずれセブンティーン Abazure Sebuntiin?)                                                                  | 1981-03-21    | EP                                |
| 13 | "Last Show" (ラストショー?) / "Before Goodbye" (さよならの前に Sayonara no Mae ni?) | 1981-08-26    | EP                                |
| 14 | "Sadness Is Like Snow" (悲しみは雪のように Kanashimi wa Yuki no Yō ni?) / "Sentimental Christmas" (センチメンタルクリスマス?)                                                             | 1981-11-21    | EP                                |
| 15 | "On the Road" / "Last Dance" (ラスト・ダンス?) (Live) | 1982-02-25    | EP                                |
| 16 | "My Hometown" (マイホームタウン?) / If You Fall in Love (恋に落ちたら Koi ni Ochitara?)                                                                                                   | 1982-11-21    | EP                                |
| 17 | "Dance" (12-inch single version) / "The Little Rocker's Medley" (Live) | 1984-08-01    | sencillo 12-pulgadas              |
| 18 | "Lonely—A Promise Called Love" (Lonely-愛という約束事 Ai to Iu Yakusokugoto?) (versión sencillo) / "One More Saturday" (もうひとつの土曜日 Mō Hitotsu no Doyōbi?) (versión sencillo)      | 1985-05-22    | EP                                |
| 19 | "Big Boy Blues" (versión sencillo) / "Sweet Little Darlin'" (versión sencillo) | 1985-12-08    | EP                                |
| 20 | "Back Street Boy" (路地裏の少年 Roji Ura no Shōnen?) (versión sencillo 12-pulgadas) / "Late Summer Bell" (晩夏の鐘 Banka no Kane?) (versión sencillo 12-pulgadas) / "Walking in the Rain" | 1986-07-16    | sencillo 12-pulgadas, CT          |
| 21 | "Couple's Summer" (二人の夏 Futari no Natsu?) c/w "Little Surfer Girl" | 1987-06-21    | EP                                |
| 22 | "Breathless Love" c/w "Blood Line" (versión sencillo) | 1988-05-29    | sencillo 12-pulgadas, 8-cm CD, CT |
| 23 | "Sadness Is Like Snow" (悲しみは雪のように Kanashimi wa Yuki no Yō ni?) (versión sencillo) / "Under the Name of Love" (愛という名のもとに Ai to Iu Na no Moto ni?) (versión sencillo)     | 1992-02-01    | 8-cm CD, CT                       |
| 24 | "Ave Maria" (アヴェ・マリア?) / "Eternal Lover" (永遠の恋人 Eien no Koibito?) (versión sencillo)                                                                                          | 1992-12-12    | 8-cm CD                           |
| 25 | "Ring of Stars" (星の指輪 Hoshi no Yubiwa?) / "Keep This Feeling" (こんな気持のまま Konna Kimochi no Mama?)                                                                               | 1994-04-25    | 8-cm CD                           |
| 26 | "Maria My Heart" (我が心のマリア Waga Kokoro no Maria?) / "Romance is Magic!" (恋は魔法さ Koi wa Mahō sa?) (versión sencillo)                                                             | 1995-07-01    | 8-cm CD                           |
| 27 | "Goodbye Game" (さよならゲーム Sayonara Geemu?) / "From Then a Couple" (あれから二人 Are Kara Futari?)                                                                                    | 1996-10-30    | 8-cm CD                           |
| 28 | "Image Poem" (イメージの詩 Imeeji no Uta?) / "Far From My Home Town" (生まれたところを遠く離れて Umareta Tokoro o Tōku Hanarete?) (versión sencillo)                                      | 1997-10-22    | 8-cm CD                           |
| 29 | "Monochrome Rainbow" (モノクロームの虹 Monokurōmu no Niji?) / "Blue Sky" (青空 Aozora?)                                                                                                   | 1998-04-01    | 12-cm CD                          |
| 30 | "Love Has No Pride" c/w "Give Me One More Chance" | 1998-10-01    | 12-cm CD                          |
| 31 | "Poet's Bell" (詩人の鐘 Shijin no Kane?) / "The Sun Will Rise Again" (日はまた昇る Hi wa Mata Noboru?)                                                                                    | 1998-12-02    | 12-cm CD                          |
| 32 | "...To Be "Kissin' You"" (French edit) / "On the Road in Midsummer" (真夏の路上 Manatsu no Rojō?) / "...To Be "Kissin' You""                                                              | 2000-04-01    | 12-cm CD                          |
| 33 | "Call Your Name" (君の名を呼ぶ Kimi no Na o Yobu?) / "Concert Tour" (演奏旅行 Ensō Ryokō?)                                                                                                | 2001-08-01    | 12-cm CD                          |
| 34 | "Love Song Devoted to You" (君に捧げる Love Song Kimi ni Sasageru Love Song?) / "Modern Girl" (モダンガール?) (versión del siglo 21)                                                      | 2003-09-10    | 12-cm CD                          |
| 35 | "Season of Light and Shadow" (光と影の季節 Hikari to Kage no Kisetsu?) / "Midnight Blue Train 2005"                                                                                       | 2005-04-13    | 12-cm CD                          |
| 36 | "I am a Father" / "The Road I Walked with You" (君と歩いた道 Kimi to Aruita Michi?) | 2005-07-17    | 12-cm CD                          |
| 37 | "Thank You" / "Who's That Girl" (あの娘は誰 Ano Musume wa Dare?) / "Before Goodbye" (さよならの前に Sayonara no Mae ni?) (2005 Ver.)                                                      | 2005-10-12    | 12-cm CD                          |

### Álbumes
| #  | Título álbum                                                                                     | Fecha publicó | Formatos               | Varios información                              |
| -- | ------------------------------------------------------------------------------------------------ | ------------- | ---------------------- | ----------------------------------------------- |
| –  | Aido (愛奴?)                                                                                     | 1975-05-01    | LP, CT                 | Lanzamiento como miembro de la Aido             |
| 1  | Lejos de mi ciudad origen (生まれたところを遠く離れて Umareta Tokoro o Tōku Hanarete?)           | 1976-04-21    | LP, CT                 |                                                 |
| 2  | Love Train                                                                                       | 1977-05-21    | LP, CT                 |                                                 |
| 3  | Illumination                                                                                     | 1978-09-21    | LP, CT                 |                                                 |
| 4  | Mind Screen                                                                                      | 1979-05-21    | LP, CT                 |                                                 |
| 5  | During Your Life… (君が人生の時… Kimi ga Jinsei no Toki…?)                                       | 1979-12-05    | LP, CT                 |                                                 |
| –  | Slow Down                                                                                        | 1980-08-01    | CT                     | Álbum de la compilación                         |
| 6  | Home Bound                                                                                       | 1980-10-21    | LP, CT                 |                                                 |
| 7  | Before the Generation of Love (愛の世代の前に Ai no Sedai no Mae ni?)                            | 1981-09-21    | LP, CT                 |                                                 |
| 8  | On the Road                                                                                      | 1982-02-25    | LP (2), CT (2)         |                                                 |
| 9  | Promised Land (Promised Land～約束の地 Yakusoku no Chi?)                                         | 1982-11-21    | LP, CD, CT             |                                                 |
| 10 | Sand Castle                                                                                      | 1983-12-01    | LP, CD, CT             |                                                 |
| 11 | Down By the Mainstreet                                                                           | 1984-10-21    | LP, CD, CT             |                                                 |
| –  | Club Snowbound                                                                                   | 1985-11-15    | LP, CT                 | Edición limitada del álbum lanzamiento especial |
| 12 | J.Boy                                                                                            | 1986-09-04    | LP (2), CD (2), CT (2) |                                                 |
| –  | Club Surfbound                                                                                   | 1987-06-28    | LP, CT                 | Edición limitada del álbum lanzamiento especial |
| 13 | Club Surf&Snowbound                                                                              | 1987-06-28    | CD                     |                                                 |
| 14 | Father's Son                                                                                     | 1988-03-16    | LP, CD, CT             |                                                 |
| 15 | Wasted Tears                                                                                     | 1989-09-01    | LP, CD, CT             |                                                 |
| 16 | For Whom the Bell Tolls (誰がために鐘は鳴る Ta ga Tameni Kane wa Naru?)                          | 1990-06-21    | CD, CT                 |                                                 |
| 17 | Edge of the Knife                                                                                | 1991-09-01    | CD, CT                 |                                                 |
| 18 | The Moment of the Moment (その永遠の一秒に～The Moment of the Moment～ Sono Eien no Ichibyō ni?) | 1993-09-06    | CD, CT, MD             |                                                 |
| 19 | Road Out "Tracks"                                                                                | 1996-02-29    | LP, CD, CT, MD         |                                                 |
| 20 | The Door for the Blue Sky (青空の扉 ～The Door for the Blue Sky～ Aozora no Tobira?)             | 1996-11-11    | CD, MD                 |                                                 |
| 21 | In Early Summer (初夏の頃 ～In Early Summer～ Shoka no Koro?)                                    | 1997-01-22    | LP, CD, MD             |                                                 |
| 22 | The History of Shogo Hamada "Since 1975"                                                         | 2000-11-08    | CD                     |                                                 |
| 23 | Save Our Ship                                                                                    | 2001-08-22    | CD                     |                                                 |
| 24 | Principios del Otoño (初秋 Shoshū?)                                                              | 2003-09-26    | CD                     |                                                 |
| 25 | My First Love                                                                                    | 2005-07-06    | LP, CD                 |                                                 |
| 26 | The Best of Shogo Hamada Vol.1                                                                   | 2006-08-09    | CD                     |                                                 |
| 27 | The Best of Shogo Hamada Vol.2                                                                   | 2006-08-09    | CD                     |                                                 |